# Ascanio Baldasseroni

Delle assicurazioni marittime, 1801
(Fondazione Mansutti, Milano).

Ascanio Baldasseroni (Livorno, 5 novembre 1751 – Firenze, 12 dicembre 1824) è stato un avvocato e giurista italiano.

## Biografia
Dopo essersi laureato all'Università di Siena, si perfezionò come avvocato a Roma. In seguito aprì con il fratello Pompeo Baldasseroni uno studio legale a Livorno, specializzato nel diritto commerciale. Dal 1799 divenne avvocato del consolato generale di Francia, prendendo poi parte al governo napoleonico della Toscana. Conclusa la carriera politica con la fine del governo, nel 1814 divenne uditore presso la Sacra Rota di Pisa.
La sua opera principale è il Trattato delle assicurazioni marittime, pubblicato in tre volumi nel 1786, seguita da una seconda edizione in cinque volumi edita tra il 1801 e il 1804. L'opera affronta per la prima volta il contratto di assicurazione comparando le tipologie esistenti nei principali Stati europei. L'autore raccoglie anche le leggi e le prassi esistenti in questa disciplina come appendice. La prima edizione è dedicata a sir John Acton, già ministro di Ferdinando I delle Due Sicilie, mentre la dedica della seconda edizione è per il marchese Vincenzo Salucci, fedele a Ludovico I di Etruria, ragione per cui fu esentato dalla tassazione.
Nel 1810 Baldasseroni pubblicò il Dizionario ragionato di giurisprudenza mercantile, un'opera in quattro volumi sul diritto commerciale commentato in base al nuovo codice francese del commercio, tradotto in italiano e applicato nel 1808 sui regni controllati da Napoleone.

## Opere
- Delle assicurazioni marittime, Firenze, Stamperia Bonducciana, 1786.
- } Dizionario ragionato di giurisprudenza marittima, Livorno, Masi, 1810.